# Joe Flanigan
Joe Flanigan, właśc. Joseph Harold Dunnigan III (ur. 5 stycznia 1967 w Los Angeles) – amerykański aktor i scenarzysta telewizyjny.

## Życiorys
Urodził się w Los Angeles w Kalifornii jako syn Nancy i Johna Flaniganów. Dorastał na małej farmie hodowlanej przy Reno, w stanie Nevada. Mając czternaście lat podjął naukę w Ojai Valley School w Kalifornii, gdzie wystąpił w roli Stanleya Kowalskiego w szkolnym przedstawieniu teatralnym Tennessee Williamsa Tramwaj zwany pożądaniem. Potem studiował historię na Uniwersytecie Kolorado w Boulder, gdzie pojawiał się na scenie jako tytułowy Koriolan (Coriolanus) na podstawie sztuki Williama Szekspira.
Następnie studiował w Paryżu w ramach programu Junior Year Abroad. Zajmował się polityką, pisał artykuły do „Interview”, podjął pracę dla czasopisma „Town & Country”. Powrócił jednak do aktorstwa, studiując w nowojorskiej Neighborhood Playhouse School of the Theatre i występując jako Eddie w Pułapce królika (Rabbit Trap).
Po przeprowadzce do Los Angeles, zadebiutował na małym ekranie w adaptacji telewizyjnej NBC powieści Danielle Steel Album rodzinny (Family Album, 1994) jako fotograf Lionel Thayer, najstarszy syn aktorki i reżyserki Faye Price Thayer (Jaclyn Smith), który okazuje się homoseksualistą romansując ze swoim najlepszym przyjacielem (Joel Gretsch). W serialu NBC Siostrzyczki (Sisters, 1995–1996) pojawił się w roli studenta Briana Cordovasa. Sławę zawdzięcza jednak roli majora a później podpułkownika Johna Shepparda w serialu Gwiezdne wrota: Atlantyda, którą przyjął w 2004.
W 1996 ożenił się z aktorką i malarką Katherine Kousi, mają trzech synów: Aidana, Trumana i Fergusa (ur. 2006).

## Filmografia

### Filmy
- 1994: Chirurgiczny strajk (Surgical strike, dokumentalny) jako Reed
- 1995: Zdradzone lata (A Reason to Believe) jako Eric Sayles
- 1997: Pierwszy naprzód (The First to go) jako Peter Cole
- 1999: Gorsza siostra (The Other Sister) jako Jeff Reed
- 2002: Pożegnanie z Harrym (Farewell to Harry) jako Nick Sennet
- 2003: Zbrodnie umysłu (Thoughtcrimes) jako Brendan Dean
- 2005: Cichy mężczyzna (Silent Men) jako Regis

### Filmy TV
- 1994: Album rodzinny (Family Album) jako Lionel Thayer
- 1995: Na tropie zbrodni. Z reporterskich zapisków Edny Buchanan (Deadline for Murder: From the Files of Edna Buchanan) jako Scott Cameron
- 1997: Nie zdradzaj tajemnic (Tell Me No Secrets) jako Adam Stiles
- 1998: Robot (Man Made) jako Tom Trey Palmer
- 1999: Siła (The Force)
- 2000: Pochód Shermana (Sherman’s March) jako Pete Sherman
- 2003: Gramercy Park 111 (111 Gramercy Park) jako Jack Philips

### Seriale TV
- 1995–1996: Siostrzyczki (Sisters) jako Brian Cordovas
- 1997: Murphy Brown jako Scott Hamon
- 1998: Amor (Cupid) jako Alex DeMouy
- 1998: Jezioro marzeń (Dawson’s Creek) jako Vincent
- 1999: Powrót do Providence (Providence) jako dr David Marcus
- 2000: Portret zabójcy (Profiler) jako dr Tom Arquette
- 2002: Potyczki Amy (Judging Amy) jako Tobin Hayes
- 2002: Ptaki nocy (Birds of Prey) jako Detektyw Claude Martin
- 2002: Pierwszy, poniedziałek (First Monday) jako Julian Lodge
- 2003: Tru Calling jako Andrew Webb
- 2004: Gwiezdne wrota: Atlantyda jako podpułkownik John Sheppard
- 2004: CSI: Kryminalne zagadki Miami (CSI: Miami) jako Mike Sheridan
- 2006: Gwiezdne wrota (Stargate SG-1) jako podpułkownik John Sheppard
- 2007–2008: Kobiecy Klub Zbrodni (Women’s Murder Club) jako FBI Agent John Ash